# South Texas Dental
South Texas Dental es una empresa estadounidense de clínicas dentales. Gestiona clínicas en Gran Houston, Dallas-Fort Worth y Gran San Antonio. Tiene sus oficinas administrativas en Bellaire en Gran Houston y en el barrio de Oak Lawn en Dallas. Tiene su sede en Bellaire. La cadena tiene una clientela de niños.

## Historia
Fue fundada en 1993.
En el agosto de 2013, South Texas Dental compró All Smiles Dental Centers. Adquirió 12 clínicas en el Norte de Texas (EN) incluyendo 3 en Dallas, 2 de cada uno en Arlington y Fort Worth, y 1 de cada uno en Garland, Grand Prairie, Haltom City, Irving, y McKinney. Después de la adquisición, tenía 38 clínicas, incluyendo 14 en Gran Houston. También adquirió dos clínicas de All Smiles en Gran Houston.